# Radio BeO
Radio BeO ist ein privater Radiosender im Berner Oberland. Das Programm bietet einen Musikmix, der von Volksmusik bis Hardrock reicht. Dazu gibt es Infosendungen über Politik, Wetter und Sport.

## Geschichte
1983 nahmen die ersten Privatradios in der Schweiz ihren Sendebetrieb auf. 1986 bildete sich im Berner Oberland die erste Arbeitsgruppe. Noch ehrenamtlich leisteten diese Mitarbeiter die Vorbereitung für ein eigenes Radio im Berner Oberland. Am 6. Juni 1987 sendete Radio BeO das erste Mal aus dem Studio Interlaken.
Das Sendegebiet wurde erweitert. Heute ist das ganze Berner Oberland erschlossen. Die Stadt Bern und Teile des Emmentals sind via Kabel verbunden. 1992 wurde eine eigene Werbeabteilung gegründet und ab 1995 wurde das Vollprogramm eingeführt mit eigenständigem Nachtprogramm. Zum 10-jährigen Jubiläum wurde auf dem Jungfraujoch eine Sendewoche durchgeführt. Das war dem Guinness-Buch der Rekorde ein Eintrag als höchste Radiostation Europas wert.
2000 wurde das neue Studio in Interlaken bezogen und in Thun ein Zweitstudio eröffnet. Seit 2003 ist das Programm Volldigitalisiert.
Mehrheitsaktionär der Radio Berner Oberland AG ist der Förderverein Radio BeO mit einem Anteil von 20 Prozent. Weitere Aktionäre sind:
- Paul Günter (19 %)
- Martin Mürner (19 %)
- Kirchlicher Verein Radio BeO (9 %)
- Toyota Schweiz AG (9 %)
- Jürg Kirchhofer (6 %)

## Standorte
Radio BeO hat heute einen Standort in Interlaken. Das Zweitstudio in Thun wurde per ende 2024 geschlossen. 

## Analoge Empfangsfrequenzen
Der Sender kann auf folgenden UKW-Frequenzen empfangen werden:
| Standort            | Frequenz  |
| ------------------- | --------- |
| Interlaken          | 96,8 MHz  |
| Adelboden           | 95,7 MHz  |
| Thun                | 88,8 MHz  |
| Wengen Grindelwald  | 95,9 MHz  |
| Gstaad              | 91,5 MHz  |
| Kabel Bern          | 107,4 MHz |
| Kabel Langnau i. E. | 92,2 MHz  |